# Chemseks

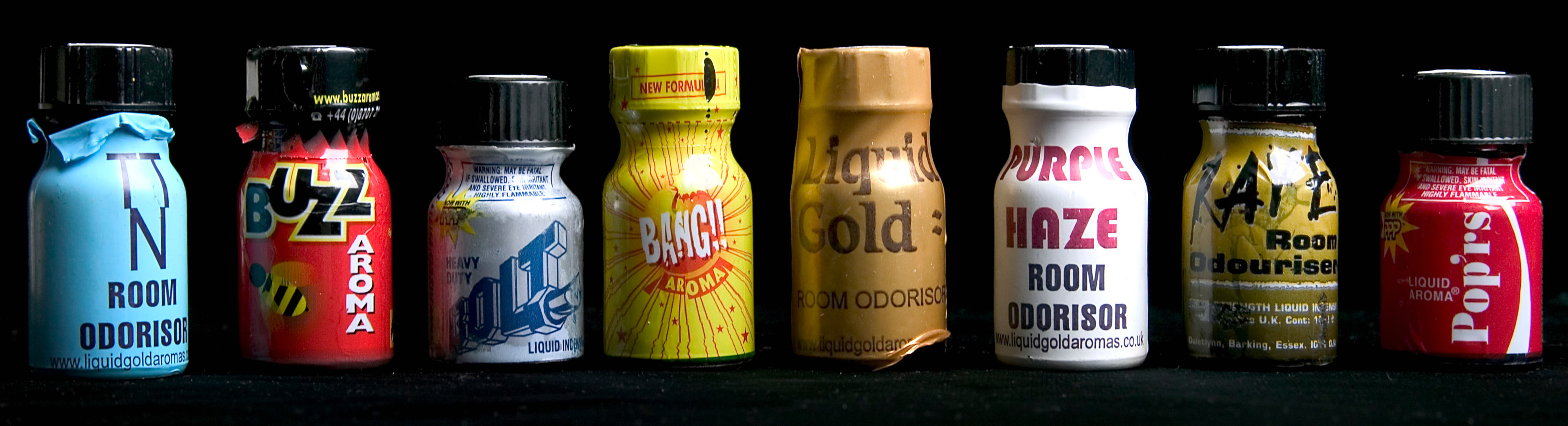
Poppers

Chemseks, ook Party and Play genoemd, is een term die onder andere in de homoscene gebruikt wordt voor seks onder invloed van specifieke harddrugs. In een wat nauwere definitie gaat het vooral over (groeps)seks onder invloed van GHB/GBL, mefedron (miauw miauw) en crystal meth.
Het gebruik nam aan het einde van de jaren '10 van de 21ste eeuw toe als gevolg van het gebruik van datingapps voor de gayscene, zoals Grindr. Chemseks wordt vaak geassocieerd met onveilige seks en geeft een risico op verslaving.